# 寺田和夫
寺田 和夫（てらだ かずお、1928年5月17日 - 1987年9月5日）は、日本の人類学者、東京大学教養学部教授。

## 経歴
1928年、横浜市生まれ。第一高等学校から、東京大学理学部人類学科へ進んだ。1951年に卒業し、同大学院に進学。
1956年、教養学部助手に採用された。1958年から1969年、東京大学アンデス地帯学術調査団の一員としてペルーで考古学遺跡の発掘調査に従事。助教授を経て、教授した。1962年、学位論文『人体計測値による親子の類似性の分析』を東京大学に提出して理学博士の学位を取得。在職中に死去した。

## 研究内容・業績
ラテンアメリカの歴史と文化を専攻し、師泉靖一のインカ文化・アンデス文明研究を引き継いだ。

## 受賞・栄典
- ペルー共和国特別功労賞

## 家族・親族
- 兄：寺田透は文芸評論家・フランス文学者。

## 著作
著書
- 『アンデス教養旅行』東京大学出版会(東大新書) 1962
- 『インカの反乱：血ぬられたインディオの記録』筑摩書房(新書版) 1964
  - 新版『インカの反乱』思索社 1992
  - 改題『トゥパク・アマルの反乱 血ぬられたインディオの記録』ちくま文庫 1997
- 『人種とは何か』岩波新書 1967
- 『日本の人類学』思索社 1975／角川文庫 1981
- 『アンデス一人歩き』日本経済新聞社 1977
- 『人類の創世記』講談社学術文庫 1986[2]

共著
- 『人類学概説』石田英一郎・石川栄吉共著、日本評論新社 1958
- 『人類の誕生』石田英一郎共著、小学館(科学図説シリーズ） 1960
- 『人類の創世記』(人類文化史 1) 日高敏隆共著、講談社 1973
- 『人類学入門』吉田禎吾共著、東京大学出版会） 1974
- 『人類の誕生』(古代文明の謎と発見 1) 毎日新聞社 1977
- 『人類学』東海大学出版会 1985

翻訳
- 『人類の誕生』カミーユ・アランブール（英語版）著、白水社 文庫クセジュ 1953、改訳版 1982
- 『人種』アンリ＝V・ヴァロア（英語版）著、白水社 文庫クセジュ 1953
- 『生命この驚くべきもの：人間の運命』ジャン・ロスタン（英語版）著、白水社 1955
- 『人の遺伝』ジャン・ロスタン著、白水社 文庫クセジュ 1955
- 『原始人』クラーク・ハウエル（英語版）著、タイムライフインターナショナル 1970
- 『大衆の反逆』オルテガ著、中央公論社(高橋徹責任編集、世界の名著) 1971
  - 新書版 中公クラシックス 2002、佐々木孝の新版解説
- 『人類の進化：人類と文化の起源』(現代文化人類学 4) C・L・ブレース（英語版）著、香原志勢共訳、鹿島研究所出版会 1972
- 『デサナ（ポルトガル語版）：アマゾンの性と宗教のシンボリズム』ライヘル＝ドルマトフ（英語版）著、友枝啓泰共訳、岩波書店 1973
- 『最初のアメリカ人：北アメリカ考古学物語』C・W・ツェーラム（英語版）著、加藤泰建・松谷暁子共訳、新潮社 1974
- 『マヤ』マイケル・D・コウ著、加藤泰建共訳、学生社 1975
- 『メキシコ：インディオとアステカの文明を探る』D・コウ著、小泉潤二共訳、学生社 1975
- 『サルから人間へ：図説・人類の祖先をたずねて』ヘルベルト・ヴェント（ドイツ語版）著、中江寅彦共訳、文化放送開発センター出版部 1976
- 『アメリカの先史文化』ベティ・メガーズ（英語版）著、松本亮三・落合一泰共訳、学生社 1977
- 『ビルカバンバ：インカ最後の都』エドムンド・ギエン著、監訳、時事通信社 1977
- 『コルテス：メキシコ征服者の栄光と挫折』(世界を創った人びと 13) 編訳、平凡社 1978
- 『ヒトはどうして人間になったか』リチャード・リーキー・ロジャー・レウィン（英語版）著、岩波現代選書 1981